# Кабралес (сир)

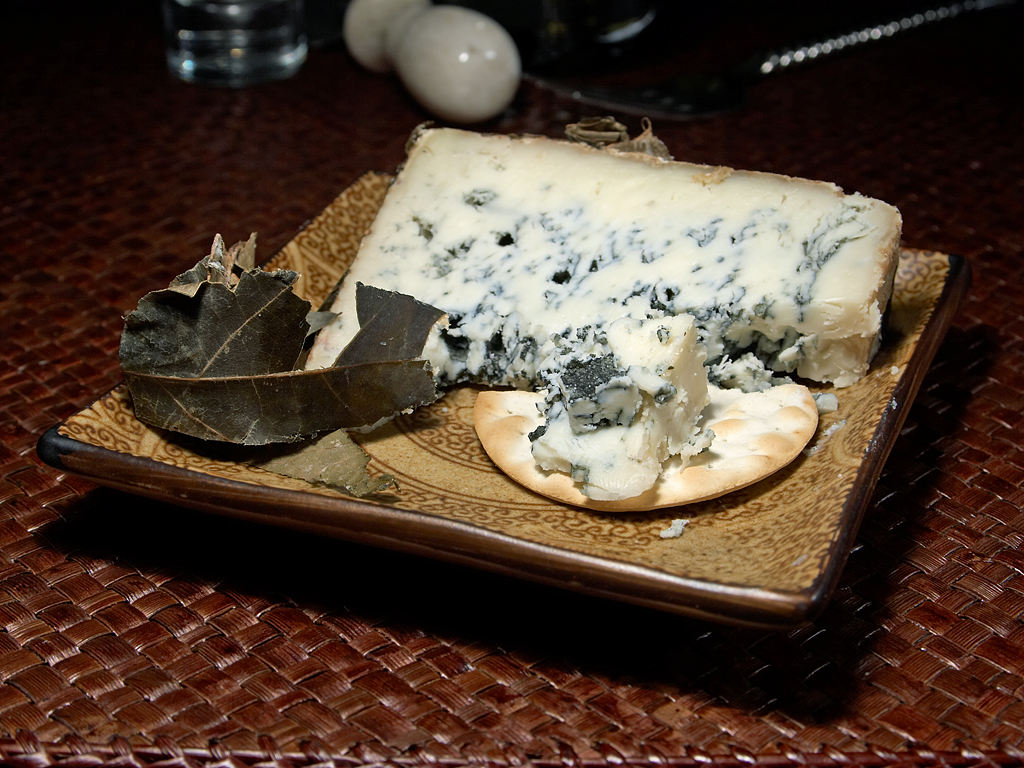
Сир кабралес

«Кабралес» (ісп. Queso de Cabrales аст. Quesu de Cabrales) — іспанський напівтвердий нарізний сир з блакитною пліснявою і маслянистою текстурою з астурійського регіону Пеньямельєра-Альта. Подається до молодого червоного вина.
Має м'яку скоринку темного кольору. Виготовляється із сирого коров'ячого молока або його суміші з козячим і овечим молоком. Для дозрівання протягом 2—5 місяців під впливом різноманітних цвілевих грибів, які надають йому характерний ніжний і пікантний смак, поміщається в природні печери в околицях Кабралесу. Раніше традиційно виготовлявся навесні і влітку. Його загортали в сухе листя каштану або фігового дерева, але в даний час виробляється цілий рік і упаковується в металізований папір із зображенням листя.